# Empusa simonyi
Empusa simonyi es una especie de mantis de la familia Empusidae.

## Distribución geográfica
Se encuentra en Socotra y Yemen.